# 源氏物語提要
『源氏物語提要』（げんじものがたりていよう）は、今川範政による『源氏物語』の梗概書である。

## 概要
著者は今川範政（1364年-1433年）である。跋文に永享4年8月15日（1432年9月9日）の日付があるため、この時の成立であるとされているものの、8月15日という日付は実際の日付ではなく『源氏物語のおこり』などにみられる『源氏物語』の成立についての石山寺参詣伝説に基づく観念的な日付である可能性も指摘されている。最初に「発端」として『源氏物語』の成立事情について『源氏物語のおこり』等に見られる「選子内親王献上説」が記され、その後に各巻の梗概が記される。本文中の和歌は全て含まれ説明を加えられている。本書に含まれる注釈の内容には、時代的には本書より後の成立である一条兼良による『源氏物語』の注釈書である『花鳥余情』（1472年（文明4年）成立）と一致する説明が多い。

## 伝本
本文は大きく流布本系統と異本系統とに分かれる。現存する伝本には6巻（稲賀敬二蔵本）のものや8巻のもの、10巻（天理図書館蔵本）のものなどがある。跋文によれば本書は全6巻であるとされているためこれが最も原形を保ったものだと考えられている。またこの「6」という巻数は『源氏物語』60巻説にもとづくものであると考えられている。

## 構成
最も原形を保つと考えられている6巻構成のものを記す。
- 第一巻
第01帖 桐壺、第02帖 帚木、第03帖 空蝉、第04帖 夕顔、第05帖 若紫、第06帖 末摘花、第07帖 紅葉賀、第08帖 花宴
- 第二巻
第09帖 葵、第10帖 賢木、第11帖 花散里、第12帖 須磨、第13帖 明石、第14帖 澪標、第15帖 蓬生、第16帖 関屋、第17帖 絵合
- 第三巻
第18帖 松風、第19帖 薄雲、第20帖 朝顔、第21帖 少女、第22帖 玉鬘、第23帖 初音、第24帖 胡蝶、第25帖 蛍、第26帖 常夏
- 第四巻
第27帖 篝火、第28帖 野分、第29帖 行幸、第30帖 藤袴、第31帖 真木柱、第32帖 梅枝、第33帖 藤裏葉、第34帖 若菜上、第35帖 若菜下
- 第五巻
第36帖 柏木、第37帖 横笛、第38帖 鈴虫、第39帖 夕霧、第40帖 御法、第41帖 幻、第42帖 匂宮、第43帖 紅梅、第44帖 竹河
- 第六巻
第45帖 橋姫、第46帖 椎本、第47帖 総角、第48帖 早蕨、第49帖 宿木、第50帖 東屋、第51帖 浮舟、第52帖 蜻蛉、第53帖 手習、第54帖 夢浮橋

## 翻刻
- 稲賀敬二編『源氏物語古注集成 第2巻 源氏物語提要』桜楓社、1978年（昭和53年）11月。ISBN  978-4-2730-0127-8
稲賀敬二架蔵（6冊本）の翻刻